# テバイン
テバイン (thebaine)、別名パラモルフィン (paramorphine) はオピオイド系アルカロイドの一種で、アヘンの少量成分である。化学的にモルフィンやコデインと類似した構造を持つ。抑制作用よりも興奮作用のほうが強く、多量に摂取するとストリキニーネと同様の痙攣作用をもたらす。テバインがそのまま治療用に使われることはないが、工業的には医薬品原料として利用され、オキシコドン、オキシモルフォン、ナルブフィン、ナロキソン、ナルトレキソン、ブプレノルフィン、エトルフィンなどが製造される。
国際的に法規制が行われている化合物であり、イギリスでは1971年薬物誤用法においてクラスAに、アメリカ合衆国では規制物質法においてスケジュールIIに分類されている。